# 覃清
覃清（？年—？年），廣西柳州府象州人，由乾隆六十年乙卯恩科舉人大挑一等以知縣用，嘉慶二十三年六月署四川順慶府岳池縣知縣。是一位政治人物，明清時曾在四川順慶府岳池縣（位於今四川東北部，武周萬歲通天二年分南充、相如二縣置，是一個千年古縣）擔任官吏。歷任長寧縣、通江縣、大寧縣、墊江縣知縣。